# Gregorio Illuminatore
San Gregorio Illuminatore (in armeno Գրիգոր Լուսաւորիչ?; Armenia, 257 circa – 332 circa) è stato un vescovo cristiano orientale e santo armeno, apostolo degli armeni, fondatore e santo patrono della Chiesa apostolica armena.
È venerato come santo anche dalla Chiesa cattolica, dalla Chiesa copta e dalla Chiesa ortodossa, che lo ricorda il 30 settembre.

## Biografia

### Famiglia
Apparteneva alla dinastia reale degli Arsacidi, per parte di padre, un parto di nome Anak che assassinò il sovrano armeno Cosroe I.
L'omicidio portò alla rovina la sua famiglia, che dovette rifugiarsi a Cesarea di Cappadocia.
Sua madre era un'armena di nome Okohe e gli agiografi attribuiscono che la prima influenza cristiana ricevuta da San Gregorio al luogo della nascita, sia avvenuta vicino ad un monumento eretto in onore di san Giuda Taddeo.
Rifugiatasi in Cappadocia a Cesarea, Gregorio venne educato da un nobile convertito al cristianesimo, di nome Eutalio.
Giunto alla maggiore età, dopo essersi sposato con Mariam, figlia di un nobile dell'Armenia Minore, dalla quale ebbe due figli, Vrtanes e Aristakes, Gregorio cercò di introdurre la religione cristiana nel suo paese natale.

### La prigionia e la conversione di Tiridate III

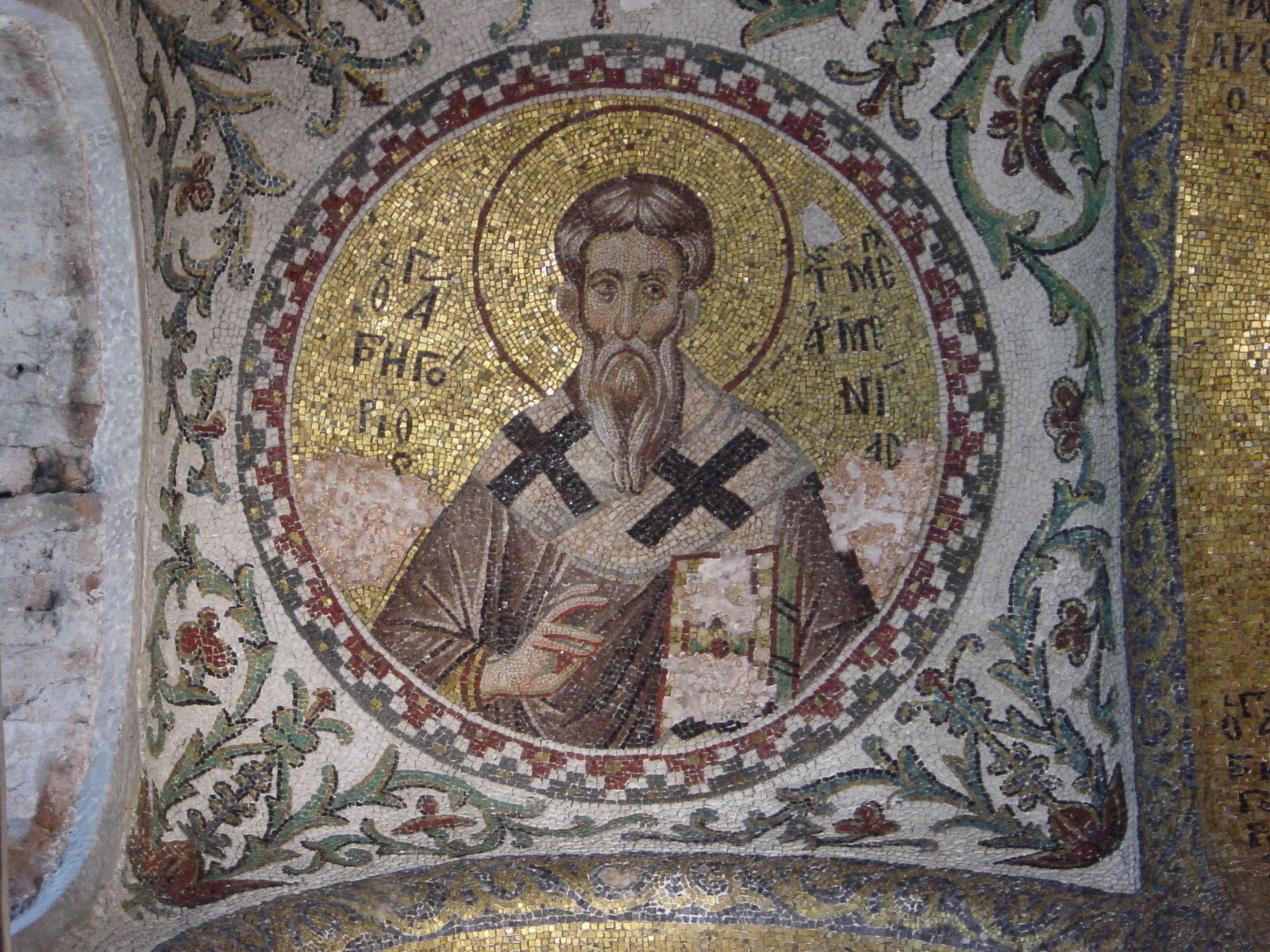
San Gregorio. Mosaico bizantino del XIV secolo nella ex chiesa del Pammacaristos (Costantinopoli).

All'epoca del suo ritorno nella terra natale, l'Armenia aveva come sovrano Tiridate III d'Armenia, figlio di quel Cosroe I che suo padre Anak aveva ucciso.
Tiridate, da giovane era cresciuto a sua volta in territorio romano ed era stato educato secondo la cultura tardo-ellenistica dell'Impero.
Educato a considerare i cristiani come disturbatori della società e della religione, Tiridate perseguitò i primi missionari cristiani in Armenia, e in particolar modo il predicatore Gregorio, che aveva fatto molti proseliti con un'efficace campagna. Egli ordinò perciò d'imprigionare Gregorio nella fortezza-prigione di Khor Virap, nella città di Artašat, dove il predicatore rimase per ben tredici anni.
La leggenda cristiana vuole che a seguito delle sue persecuzioni contro i cristiani, il re armeno venisse colto da una terribile malattia, dalla quale nessun medico di corte riusciva a curarlo. Quando la sorella del re ebbe un sogno che le parlò dei poteri miracolosi del predicatore imprigionato nelle segrete, il re rifiutò inizialmente la proposta, ma alla fine cedette e venne guarito prontamente per intercessione di Gregorio.
La leggenda afferma che grazie a tale guarigione Tiridate III si convertì al cristianesimo, elevandolo a religione di Stato nel 301 (alcuni studiosi la datano al 305, anno dell'abdicazione di Diocleziano).
In realtà proprio la scelta del cristianesimo quale "religione di Stato" mostra l'aspetto squisitamente politico della decisione di Tiridate, che attraverso l'adozione di una religione perseguitata nel confinante impero romano, intendeva proporre una religione "nazionale" ben distinta se non incompatibile con quella dominante nel territorio dell'ingombrante vicino.
Gregorio fu in quella situazione la personalità d'eccezione che riuscì a indirizzare il corso della storia verso l'adozione della sua religione piuttosto che verso altre religioni concorrenti all'epoca.

### La campagna di evangelizzazione
A quel tempo Gregorio, che era un semplice monaco, andò a Cesarea per ricevere dal metropolita Leonzio la consacrazione di Katholikos e Patriarca d'Armenia, diventando così la figura primaria della nuova comunità religiosa cristiana.
In tutta l'Armenia vennero costruite chiese, conventi e scuole cristiane con la benedizione e l'aiuto economico del sovrano. La più importante di queste città fu Echmiadzin, che divenne il fulcro della cristianità armena.
Gregorio continuò la sua campagna di evangelizzazione per diversi anni, rischiando spesso la vita a causa delle continue minacce dei vari signori locali ancora fedeli alla religione pagana, ma alla fine si ritirò sulle montagne di Akilisene, dove continuò a vivere come un asceta. Affidò l'amministrazione della comunità cristiana a suo figlio Aristakes che era stato consacrato sin dal 318, in qualità di vescovo d'Armenia, Aristakes partecipò nel 325 al Concilio di Nicea, proclamato dall'imperatore Costantino I per discutere e fissare alcuni importanti punti della fede cristiana.
Nello stesso anno, Gregorio morì in solitudine sul monte Sepouh. Suo figlio Aristakes venne ucciso successivamente nel 333 a Sofene da Archelao, un funzionario al servizio di Roma. Al suo posto, in qualità di III Katholikos fu eletto suo fratello Vrtanes che coprì l'incarico dal 333 al 341. Entrambi vennero canonizzati santi dalla Chiesa apostolica armena.

## Le reliquie
Le reliquie del santo vennero portate inizialmente nel villaggio armeno di Tharotan, ma in seguito si sparsero in varie località, la sua mano destra si troverebbe a Etchmiadzin e con essa viene benedetto ogni nuovo Katholikos, quella sinistra a Sis. Il cranio si trova a Napoli nella chiesa di San Gregorio Armeno, trasportato da Costantinopoli per sottrarlo alla furia iconoclasta. È inserito in uno splendido reliquiario in argento di manifattura napoletana, commissionato nel 1788 dalla badessa Anna Maria Ruffo.
È venerato come patrono principale nella città di Nardò in seguito al miracolo del 20 febbraio 1743 dopo un terribile terremoto. Nella Cattedrale di Nardò è custodito un pregevole busto argenteo, di fattura napoletana e un'altra reliquia, l’avambraccio del Santo, donato dall’allora Arcivescovo di Napoli Cardinale Corrado Ursi, già Vescovo della diocesi di Nardò-Gallipoli.

## Le opere
Un certo numero di omelie (probabilmente apocrife), alcune preghiere, e circa trenta articoli della Chiesa Armena sono attribuite a San Gregorio. 
Le omelie apparvero per la prima volta in un'opera dal titolo Haschacnapadum pubblicata nel 1737 a Costantinopoli.